# Batalla de Chemnitz
La batalla de Chemnitz fue librada el 14 de abril de 1639 cerca de la ciudad de Chemnitz, en lo que hoy es el este de Alemania, durante la Guerra de los Treinta Años. Las fuerzas suecas, comandadas por Johan Banér, infligieron una aplastante derrota a las fuerzas sajonas e imperiales al mando de Juan Jorge I de Sajonia.
La batalla fue un enfrentamiento confuso en un terreno quebrado, al norte de Chemnitz. Después de una marcha forzada hacia la zona, las tropas suecas fueron capaces de derrotar a una gran parte de las fuerzas de oposición y de capturar el tren de bagaje enemigo.
Después de la batalla, los suecos ocuparon Pirna y avanzaron en Bohemia.